# آتاسکادرو (کالیفرنیا)
آتاسکادرو (به انگلیسی: Atascadero) شهری در شهرستان سن لوییز اوبیسپو، کالیفرنیا ایالت کالیفرنیا است که در سرشماری سال ۲۰۱۰ میلادی، ۲۸۳۱۰ نفر جمعیت داشته است.